# Patu silho
Espèce
Statut de conservation UICN

 CR B1ab(iii)+2ab(iii) : 
En danger critique
Patu silho est une espèce d'araignées aranéomorphes de la famille des Symphytognathidae.

## Distribution
Cette espèce est endémique de Silhouette aux Seychelles,.

## Description
La femelle paratype mesure 0,76 mm.

## Publication originale
- Saaristo, 1996 : Symphytognathidae (Arachnida, Araneae), a new spider family for the granitic islands of Seychelles. Phelsuma, vol. 4, p. 53-56.